# Arecee
Arecee, también conocido como R.C. Hall, es un rapero y productor originario de Ames, Iowa. Ha grabado canciones con Sage Francis, Aeon Grey, Pugslee Atomz, y Supastition, entre otros muchos. Arecee es miembro de la Screen Actors Guild y es el hermano mayor de Leslie del trío Leslie and the Ly's.

## Discografía
- 2001 - Direction for Children EP
- 2004 - Beating a Dead Horse LP
- 2005 - Ashton to Ashes & Gold Pants 7" (con Leslie and the Ly's)
- 2005 - Beating a Dead Horse Instrumentals